# Argenna polita
Argenna polita là một loài nhện trong họ Dictynidae.
Loài này thuộc chi Argenna. Argenna polita được Richard C. Banks miêu tả năm 1898.